# I See You Tour
I See You Tour fue la tercera gira de la banda indie inglesa The xx, basado en un su tercer álbum de estudio  I See You (2017). La parte europea del tour empezó en Suecia el 8 de febrero de 2017 y concluyó el 17 de marzo de 2017. Mientras que la norteamericana tuvo su inicio en 14 de abril de 2017 como parte de Coachella en Indio, California, y continuará hasta el 11 de febrero de 2018.

## Lista de canciones
Esta lista está basada en el repertorio tocado el 8 de marzo de 2017 en el concierto en O2 Academia Brixton en Londres, Inglaterra. No representa la lista completa de la lista de canciones tocadas durante el tour ni la duración total de la misma.
1. "Say Something Loving"
2. "Crystalised"
3. "Islands"
4. "Lips"
5. "Sunset"
6. "Basic Space"
7. "Performance"
8. "Brave for You"
9. "Infinity"
10. "VCR"
11. "I Dare You"
12. "Dangerous"
13. "Chained"
14. "A Violent Noise"
15. "Fiction"
16. "Shelter"
17. "Loud Places" (Jamie xx cover)
18. "On Hold" (Encore)
19. "Intro"  (Encore)
20. "Angels"  (Encore)

## Fechas
| Fecha                    | Ciudad           | País                      | Calle                                    | Público         | Taquilla   |
| ------------------------ | ---------------- | ------------------------- | ---------------------------------------- | --------------- | ---------- |
| Europa                   |                  |                           |                                          |                 |            |
| 8 de febrero de 2017     | Estocolmo        | Suecia                    | Hovet                                    | —               | —          |
| 10 de febrero de 2017    | Copenhague       | Dinamarca                 | Forum Copenhagen                         | —               | —          |
| 12 de febrero de 2017    | Hamburgo         | Alemania                  | Alsterdorfer Sporthalle                  | —               | —          |
| 13 de febrero de 2017    | Ámsterdam        | Holanda                   | AFAS Live                                | —               | —          |
| 14 de febrero de 2017    | París            | Francia                   | Zénith Paris                             | —               | —          |
| 15 de febrero de 2017    | París            | Francia                   | Zénith Paris                             | —               | —          |
| 17 de febrero de 2017    | Estrasburgo      | Francia                   | Zénith de Strasbourg                     | —               | —          |
| 18 de febrero de 2017    | Basilea          | Suiza                     | St. Jakobshalle                          | —               | —          |
| 20 de febrero de 2017    | Milán            | Italia                    | Mediolanum Forum                         | —               | —          |
| 21 de febrero de 2017    | Lyon             | Francia                   | Halle Tony Garnier                       | —               | —          |
| 23 de febrero de 2017    | Viena            | Austria                   | Marx Halle                               | —               | —          |
| 24 de febrero de 2017    | Múnich           | Alemania                  | Zenith                                   | —               | —          |
| 25 de febrero de 2017    | Berlín           | Alemania                  | Arena Berlin                             | —               | —          |
| 26 de febrero de 2017    | Frankfurt        | Alemania                  | Jahrhunderthalle                         | —               | —          |
| 28 de febrero de 2017    | Düsseldorf       | Alemania                  | Mitsubishi Electric Halle                | —               | —          |
| 1 de marzo de 2017       | Bruselas         | Bélgica                   | Forest National                          | 16,748 / 16,800 | $556,526   |
| 2 marzo 2017             | Bruselas         | Bélgica                   | Forest National                          | 16,748 / 16,800 | $556,526   |
| 4 de marzo de 2017       | Nottingham       | Inglaterra                | Motorpoint Arena Nottingham              | —               | —          |
| 5 marzo 2017             | Mánchester       | Inglaterra                | O2 Apollo Manchester                     | —               | —          |
| 6 de marzo de 2017       | Mánchester       | Inglaterra                | O2 Apollo Manchester                     | —               | —          |
| 8 de marzo de 2017       | Londres          | Inglaterra                | O2 Academy Brixton                       | —               | —          |
| 9 de marzo de 2017       | Londres          | Inglaterra                | O2 Academy Brixton                       | —               | —          |
| 10 de marzo de 2017      | Londres          | Inglaterra                | O2 Academy Brixton                       | —               | —          |
| 11 de marzo de 2017      | Londres          | Inglaterra                | O2 Academy Brixton                       | —               | —          |
| 13 de marzo de 2017      | Londres          | Inglaterra                | O2 Academy Brixton                       | —               | —          |
| 14 de marzo de 2017      | Londres          | Inglaterra                | O2 Academy Brixton                       | —               | —          |
| 15 de marzo de 2017      | Londres          | Inglaterra                | O2 Academy Brixton                       | —               | —          |
| 17 de marzo de 2017      | Cardiff          | Gales                     | Motorpoint Arena Cardiff                 | —               | —          |
| Latinoamérica            |                  |                           |                                          |                 |            |
| 23 de marzo de 2017      | Bogotá           | Colombia                  | Parque Deportivo 222                     |                 |            |
| 25 de marzo de 2017      | São Paulo        | Brasil                    | Autódromo José Carlos Pace               |                 |            |
| 31 de marzo de 2017      | Buenos Aires     | Argentina                 | Hipódromo de San Isidro                  |                 |            |
| 1 de abril de 2017       | Santiago         | Chile                     | O'Higgins Park                           |                 |            |
| 4 Abril2017              | Ciudad de México | México                    | Pabellón Cuervo                          | 3,066 / 3,141   | $164,331   |
| Norteamérica             |                  |                           |                                          |                 |            |
| 14 de abril de 2017      | Indio            | Estados Unidos            | Empire Polo Club                         |                 |            |
| 15 de abril de 2017      | San Francisco    | Estados Unidos            | Bill Graham Civic Auditorium             | 22,620 / 22,620 | $1,119,816 |
| 16 de abril de 2017      | San Francisco    | Estados Unidos            | Bill Graham Civic Auditorium             | 22,620 / 22,620 | $1,119,816 |
| 17 de abril de 2017      | San Francisco    | Estados Unidos            | Bill Graham Civic Auditorium             | 22,620 / 22,620 | $1,119,816 |
| 19 de abril de 2017      | Phoenix          | Estados Unidos            | Mesa Amphitheater                        | —               | —          |
| 21 de abril de 2017      | Indio            | Estados Unidos            | Empire Polo Club                         |                 |            |
| 23 de abril de 2017      | Portland         | Estados Unidos            | Theater of the Clouds                    | —               | —          |
| 24 de abril de 2017      | Seattle          | Estados Unidos            | WaMu Theater                             | —               | —          |
| 25 de abril de 2017      | Vancouver        | Canadá                    | Doug Mitchell Thunderbird Sports Centre  | —               | —          |
| 28 de abril de 2017      | St. Paul         | Estados Unidos            | Palace Theatre                           | —               | —          |
| 29 de abril de 2017      | Milwaukee        | Estados Unidos            | Eagles Ballroom                          | —               | —          |
| 1 de mayo de 2017        | Chicago          | Estados Unidos            | Aragon Ballroom                          | 4,701 / 4,873   | $206,225   |
| 2 de mayo de 2017        | Detroit          | Estados Unidos            | Detroit Masonic Temple                   | 3,772 / 4,980   | $166,982   |
| 3 de mayo de 2017        | Cleveland        | Estados Unidos            | Jacobs Pavilion                          | 1,941 / 4,236   | $65,368    |
| 5 de mayo de 2017        | Columbus         | Estados Unidos            | Express Live!                            | —               | —          |
| 6 de mayo de 2017        | Columbia         | Estados Unidos            | Merriweather Post Pavillion              | —               | —          |
| 8 de mayo de 2017        | Dallas           | Estados Unidos            | South Side Ballroom                      | 4,000 / 4,079   | $134,878   |
| 9 de mayo de 2017        | Houston          | Estados Unidos            | Revention Music Center                   | —               | —          |
| 10 de mayo de 2017       | Austin           | Estados Unidos            | ACL Live at the Moody Theater            | —               | —          |
| 11 de mayo de 2017       | Austin           | Estados Unidos            | ACL Live at the Moody Theater            | —               | —          |
| 13 de mayo de 2017       | Atlanta          | Estados Unidos            | Centennial Olympic Park                  |                 |            |
| 14 de mayo de 2017       | Raleigh          | Estados Unidos            | Red Hat Amphitheater                     | 4,261 / 5,801   | $124,916   |
| 16 de mayo de 2017       | Pittsburgh       | Estados Unidos            | Stage AE                                 | —               | —          |
| 17 de mayo de 2017       | Filadelfia       | Estados Unidos            | Skyline Stage at the Mann                | 5,830 / 6,634   | $224,185   |
| 19 de mayo de 2017       | Nueva York       | Estados Unidos            | Forest Hills Stadium                     | 21,627 / 25,670 | $1,290,747 |
| 20 de mayo de 2017       | Nueva York       | Estados Unidos            | Forest Hills Stadium                     | 21,627 / 25,670 | $1,290,747 |
| 22 de mayo de 2017       | Toronto          | Canadá                    | Echo Beach                               | —               | —          |
| 23 de mayo de 2017       | Toronto          | Canadá                    | Echo Beach                               | —               | —          |
| 24 de mayo de 2017       | Montreal         | Canadá                    | Parc Jean-Drapeau                        | 3,351 / 3,900   | $123,172   |
| 26 de mayo de 2017       | Portland         | Estados Unidos            | Thompson's Point                         | —               | —          |
| 27 de mayo de 2017       | Boston           | Estados Unidos            | Boston City Hall Plaza                   |                 |            |
| Europa                   |                  |                           |                                          |                 |            |
| 2 de junio de 2017       | Barcelona        | España                    | Parc del Fòrum                           |                 |            |
| Norteamérica             |                  |                           |                                          |                 |            |
| 9 de junio de 2017       | Manchester       | Estados Unidos            | Great Stage Park                         |                 |            |
| Europa                   |                  |                           |                                          |                 |            |
| 20 de junio de 2017      | Birmingham       | Inglaterra                | O2 Academy Birmingham                    | —               | —          |
| 22 de junio de 2017      | Pilton           | Inglaterra                | Worthy Farm                              |                 |            |
| 29 de junio de 2017      | Roskilde         | Dinamarca                 | Festivalpladsen                          |                 |            |
| 1 de julio de 2017       | Gdynia           | Polonia                   | Gdynia-Kosakowo Airport                  |                 |            |
| 6 de julio de 2017       | Oeiras           | Portugal                  | Passeio Marítimo de Algés                |                 |            |
| 8 de julio de 2017       | Florencia        | Italia                    | Ippodromo delle Cascine                  |                 |            |
| 10 de julio de 2017      | Roma             | Italia                    | Ippodromo delle Capannelle               |                 |            |
| Oceanía                  |                  |                           |                                          |                 |            |
| 21 de julio de 2017      | Byron Bay        | Australia                 | North Byron Parklands                    |                 |            |
| Asia                     |                  |                           |                                          |                 |            |
| 25 de julio de 2017      | Singapur         | Singapur                  | Singapore Indoor Stadium                 | —               | —          |
| 28 de julio de 2017      | Yuzawa           | Japón                     | Naeba Ski Resort                         |                 |            |
| 30 de julio de 2017      | Seoul            | Corea del Sur             | Nanji Hangang Park                       |                 |            |
| Norteamérica             |                  |                           |                                          |                 |            |
| 5 agosto 2017            | Chicago          | Estados Unidos de América | Grant Park                               |                 |            |
| Europa                   |                  |                           |                                          |                 |            |
| 10 agosto 2017           | Oslo             | Noruega                   | Tøyenparken                              |                 |            |
| 11 agosto 2017           | Gotemburgo       | Suecia                    | Slottsskogen                             |                 |            |
| 12 de agosto de 2017     | Helsinki         | Finlandia                 | Suvilahti                                |                 |            |
| 14 de agosto de 2017     | Tallin           | Estonia                   | Tallinn Song Festival Grounds            |                 |            |
| 15 de agosto de 2017     | Sigulda          | Letonia                   | Sigulda Medieval Castle                  |                 |            |
| 17 agosto 2017           | Hasselt          | Bélgica                   | Pukkelpop                                |                 |            |
| 18 de agosto de 2017     | Biddinghuizen    | Holanda                   | Walibi Holland                           |                 |            |
| 25 agosto 2017           | Rümlang          | Suiza                     | Festivalgelände                          |                 |            |
| 27 agosto 2017           | Saint-Cloud      | Francia                   | Château de Saint-Cloud                   |                 |            |
| 29 de agosto de 2017     | Glasgow          | Scotland                  | Glasgow SWG3                             |                 |            |
| 30 de agosto de 2017     | Glasgow          | Scotland                  | Glasgow SWG3                             |                 |            |
| 1 de septiembre de 2017  | Stradbally       | Irlanda                   | Stradbally Hall                          |                 |            |
| 8 de septiembre de 2017  | Dorset           | Inglaterra                | Lulworth Estate                          |                 |            |
| 10 de septiembre de 2017 | Berlín           | Alemania                  | Rennbahn Hoppegarten                     |                 |            |
| Norteamérica             |                  |                           |                                          |                 |            |
| 23 de septiembre de 2017 | San Diego        | Estados Unidos de América | The Observatory North Park               | —               | —          |
| 24 de septiembre de 2017 | Las Vegas        | Estados Unidos de América | Downtown Las Vegas                       |                 |            |
| 26 de septiembre de 2017 | Sacramento       | Estados Unidos de América | Golden 1 Center                          | —               | —          |
| 27 de septiembre de 2017 | Santa Bárbara    | Estados Unidos de América | Santa Barbara Bowl                       | —               | —          |
| 29 de septiembre de 2017 | Inglewood        | Estados Unidos de América | The Forum                                | 12,305 / 12,305 | $654,000   |
| 3 de octubre de 2017     | Kansas City      | Estados Unidos de América | Starlight Theatre                        | —               | —          |
| 4 de octubre de 2017     | Nashville        | Estados Unidos de América | Ascend Amphitheater                      | —               | —          |
| 6 de octubre de 2017     | Austin           | Estados Unidos de América | Zilker Park                              |                 |            |
| 9 de octubre de 2017     | Broomfield       | Estados Unidos de América | 1stBank Center                           | —               | —          |
| 10 de octubre de 2017    | Salt Lake City   | Estados Unidos de América | The Great Saltair                        | —               | —          |
| 12 de octubre de 2017    | Oklahoma City    | Estados Unidos de América | The Criterion                            | —               | —          |
| 13 de octubre de 2017    | Austin           | Estados Unidos de América | Zilker Park                              |                 |            |
| 15 de octubre de 2017    | Miami            | Estados Unidos de América | Mana Wynwood Convention Center           |                 |            |
| 17 de octubre de 2017    | Atlanta          | Estados Unidos de América | Coca-Cola Roxy Theatre                   | —               | —          |
| 19 de octubre de 2017    | Nueva Orleans    | Estados Unidos de América | Champions Square                         | —               | —          |
| 21 de octubre de 2017    | Monterrey        | México                    | Parque Fundidora                         |                 |            |
| 18 de noviembre de 2017  | Ciudad de México | México                    | Autódromo Hermanos Rodríguez             |                 |            |
| Oceanía                  |                  |                           |                                          |                 |            |
| 11 de enero de 2018      | Auckland         | Nueva Zelanda             | The Trusts Arena                         | —               | —          |
| 13 de enero de 2018      | Melbourne        | Australia                 | Sidney Myer Music Bowl                   | —               | —          |
| 17 de enero de 2018      | Brisbane         | Australia                 | Riverstage                               | —               | —          |
| 20 de enero de 2018      | Sídney           | Australia                 | The Domain                               | —               | —          |
| Asia                     |                  | Australia                 |                                          |                 |            |
| 23 de enero de 2018      | Jakarta          | Indonesia                 | JIEXPO Kemayoran                         | —               | —          |
| 25 de enero de 2018      | Kuala Lumpur     | Malasia                   | MITEC                                    | —               | —          |
| 1 de enero de 2018       | Hong Kong        | Hong Kong                 | AsiaWorld-Expo                           | —               | —          |
| 5 de enero de 2018       | Taipéi           | Taiwán                    | National Taiwan University Sports Center | —               | —          |
| 7 de enero de 2018       | Manila           | Filipinas                 | World Trade Center Metro Manila          | —               | —          |
| 9 de febrero de 2018     | Osaka            | Japón                     | Zepp Bayside                             | —               | —          |
| 11 de febrero de 2018    | Tokio            | Japón                     | Makuhari Messe                           | —               | —          |

## Tecnologías usadas en los conciertos
La música de The XX se caracteriza por poseer una producción bastante minimalista, con arreglos espaciales, poco dinamismo y por la experimentación con la tensión y diversificación de ritmos dentro de las propias canciones.
Durante sus conciertos en vivo, encontramos la interpretación directa de acordes, ostinatos de teclado y motivos de desvanecimiento por parte del productor discográfico y compositor británico, Jamie XX. Al mismo tiempo, Oliver Smith, incorpora ritmos programados, e instrumentos de percusión en directo. Esta combinación de instrumentos en vivo y sonidos electrónicos coordinados durante el espectáculo crean la particular banda sonora de The XX.
La tecnología utilizada para la creación de su sonido consta de sintetizadores y otros equipos electrónicos, así como de la pre grabación de sonidos y sus respectivas modificaciones que son añadidas posteriormente en las pistas.
Esta manera de hacer música, surgida a principios del siglo veinte, se apoya en el uso de máquinas que permiten la creación de sonidos  y elementos acústicos imposiblemente capaces de ser producidos humanamente.